# VL Pyry
VL Pyry byl finský dvoumístný jednomotorový dolnoplošník s pevným podvozkem záďového typu z období II. světové války.

## Vznik
V roce 1937 finské vojenské letectvo zakoupilo sedm jednomístných stíhacích nizozemských letounů Fokker D.XXI. Následující rok letecký výrobce VL v Tampere vyrobil v licenci dalších 38 kusů. Finské letectvo tak získalo poměrně moderní jednoplošníky, zároveň však začalo řešit problém výcviku, protože pro elementární i pokračovací výcvik byly k dispozici pouze dosti zastaralé dvouplošníky. Vojenské letectvo proto u společnosti Valtion Lentokonetehdas objednalo nový pokračovací cvičný letoun s podobnými vlastnostmi jako D.XXI. Konstruktéři VL proto navrhli letoun Pyry jako zmenšený D.XXI s dvojicí sedadel pilota a instruktora za sebou.

## Vývoj
Prototyp Pyry (sériové číslo PY-1) byl zalétán v roce 1939. Při testech se projevila poměrně nesnadná ovladatelnost a nevyhovující kryt kokpitu, který omezoval výhled. Tyto nedostatky byly částečně odstraněny u varianty Pyry II, která byla v roce 1940 zavedena do sériové výroby. Obtíže s pevností vodorovné ocasní plochy byly zlepšeny nahrazením jednoduché původní vzpěry vzpěrou tvaru V.
Během války posloužil jeden drak Pyry II ke zkouškám křídla vyvíjeného stíhacího typu VL Myrsky. Celkem bylo vyrobeno 41 exemplářů (PY-1 až PY-41).

## Popis konstrukce
Typ VL Pyry II byl smíšené konstrukce s poměrně malým celodřevěným křídlem eliptického půdorysu. Kostra trupu byla svařena z ocelových trubek potažená plátnem. Pohon zajišťoval americký vzduchem chlazený hvězdicový motor Wright R-975-E3 Whirlwind o výkonu 309 kW, který roztáčel dvoulistou vrtuli. Pro nácvik střelby byl na pravém boku instalován jeden pevný synchronizovaný kulomet KSP ráže 7,7 mm.

## Hlavní technické údaje
Údaje platí pro Pyry II
- Rozpětí: 9,80 m
- Délka: 7,55 m
- Výška: 2,50 m
- Nosná plocha: 12,70 m²

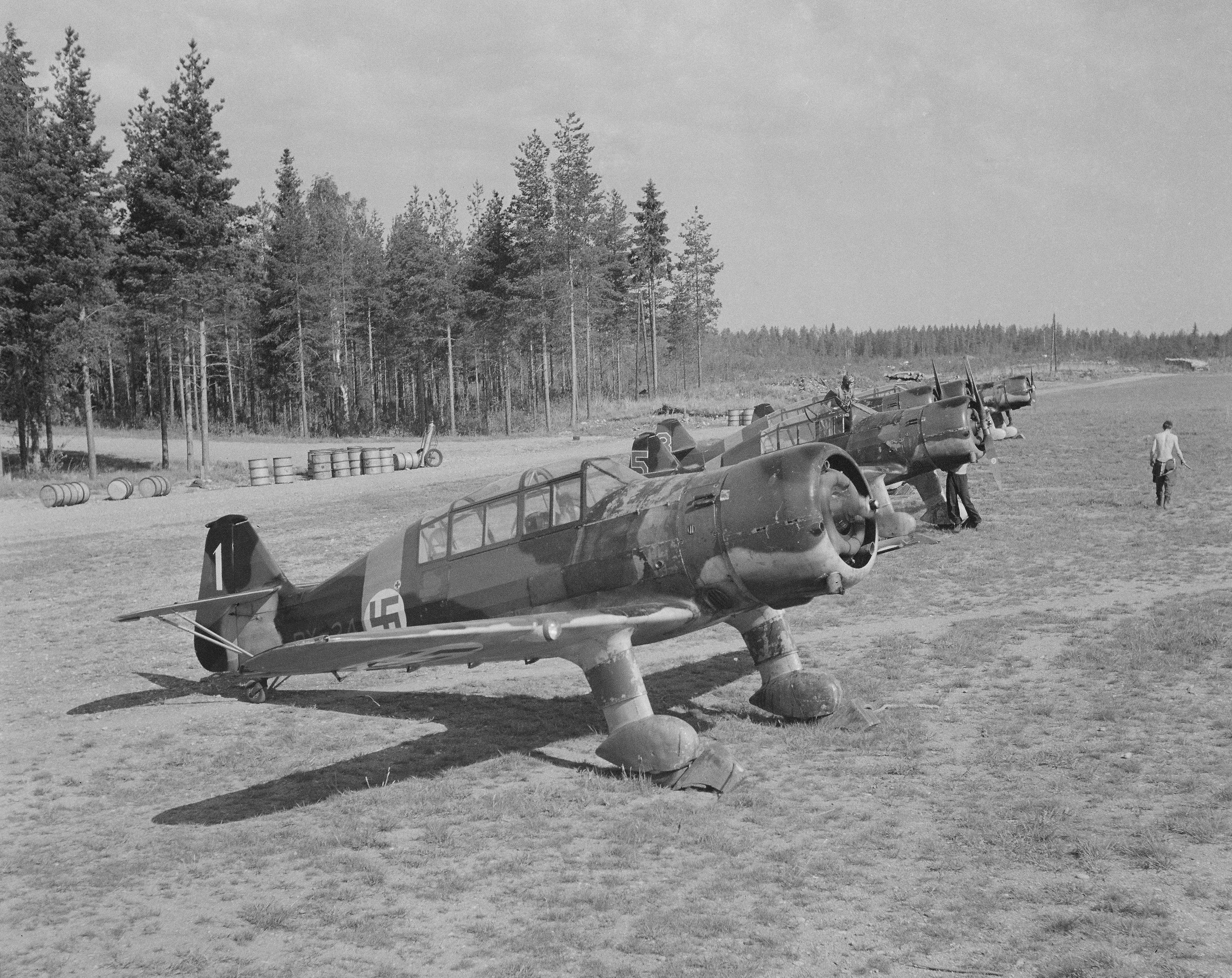
VL Pyry II

- Hmotnost prázdného letounu: 1210 kg
- Vzletová hmotnost: 1450 kg
- Maximální rychlost: 330 km/h
- Cestovní rychlost: 290 km/h
- Výstup na 1000 m: 2,5 min
- Výstup na 2000 m: 5,1 min
- Výstup na 4000 m: 12,7 min
- Dostup: 5800 m
- Dolet: 750 km